# Baijah
Baijah Automotive GmbH è stata una casa automobilistica tedesca.

## Storia
Fondata nel 2003 da Marcus Nöske e situata a Bad Nauheim, era specializzata nell'assemblaggio di veicoli fuoristrada. I componenti dei suoi modelli venivano prodotti dalla UAZ. La Baijah era fornitore tecnico dell'ONU.
A causa di problemi finanziari, l'azienda nel 2007 è stata venduta a un investitore che ne ha ricusato la responsabilità giuridica. Pertanto, la famiglia fondatrice ha dovuto dichiarare bancarotta e l'investitore ha ottenuto il marchio.

## Modelli
- 2003-2007: Baijah Taigah Active / Cabrio / veicoli ONU
- 2007-2012: Baijah Tulos Pick-up / Station wagon / veicoli ONU[1]
- 2007.2012: Baijah Stalker (auto-progettato)